# لیبرتاس

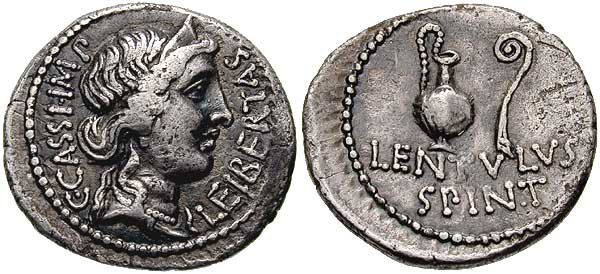
دناریوس (۴۲ پیش از میلاد) ضرب شده توسط گایوس کاسیوس لونگینوس و لنتولوس اسپیندر, که تصاویری از لیبرتاس و تاج او را نمایش می‌دهد.

لیبرتاس (به لاتین: Libertas) نام یکی از اساطیر رومی و الهه آزادی بوده است.
ریشه پیدایش این الهه در میان مردمان روم، به اندکی قبل از آغاز جنگ دوم کارتاژ بازمی‌گردد.

## شخصیت
شخصیت خیالی کلمبیا در ایالات متحده امریکا، شمایل تندیس آزادی، ماریان که از نمادهای ملی فرانسوی‌ها است و بسیاری از شخصیت‌ها و نمادهای ملی با مضمون آزادی برگرفته از شخصیت لیبرتاس است.